# Silnice D116
Silnice D116 (chorvatsky Državna cesta D116) je silnice v Chorvatsku. Je dlouhá 81,7 km a je nejdůležitější silnicí na ostrově Hvar. Začíná ve městě Hvar na západě ostrova a končí ve vesnici Sućuraj na východě ostrova. Silnice D116 je nejdelší chorvatskou silnicí s trojciferným označením.

## Průběh
Silnice začíná na západě ostrova, v jeho největším městě Hvar, kde navazuje na silnice 6252 a 6269. Dále pokračuje z města na východ, mine letoviska Milna a Zaraće. Poté zahrnuje tunel Selca-Dubovica, dlouhý 1 516 m, a mine vesnici Selca kod Starog Grada. Pokračuje do města Stari Grad a dále do opčiny Jelsa. Po opuštění přímořské Jelsy pokračuje silnice serpentinami do hornatého vnitrozemí, kde mine vesnice Humac a Poljica a prochází vesnicemi Zastražišće, Gdinj, Bogomolje a Selca kod Bogomolja na východ. Silnice jde dále do přímořského Sućuraje a končí v trajektovém přístavu. Za trasou trajektu pokračuje ve vesnici Drvenik jako silnice D412 a napojuje se na silnici D8.